# Iván Núñez Prieto
Iván Núñez Prieto es un profesor, funcionario e historiador de la educación chileno.

## Biografía
Egresado del Instituto Pedagógico de la Universidad de Chile, como Profesor de Historia, Geografía y Educación Cívica. En su currículum destacan publicaciones de estudios históricos sobre la educación en Chile. Fue superintendente de Educación Pública desde noviembre de 1970 a septiembre de 1973. A comienzo de la década de los 80, se incorporó al Programa Interdisciplinario de Investigaciones en Educación, PIIE, uno de los centros fundadores de la Universidad Academia de Humanismo Cristiano. Fue su director desde 1984 a 1988 y, actualmente, es uno de sus socios activos.
Actualmente jubilado. En agosto de 2015 recibió el Premio Nacional de Ciencias de la Educación de Chile, galardón que recibió de manos de la ministra de educación Adriana Delpiano.

## Premios
- 2008, Orden al Mérito Educativo y Cultural Gabriela Mistral, en el grado de Comendador.
- 2015, Premio Nacional de Ciencias de la Educación de Chile.